# Intrepid Aviation
Intrepid Aviation fue un museo de aviación establecido en el hangar #4 en el North Weald Airfield en North Weald, Essex en Inglaterra. Fue fundada por David Gilmour, voz y guitarrista de la reconocida banda Pink Floyd, para poseer y operar su colección de aviones antiguos. 
La compañía de Gilmour pasó a ser un actor importante en el negocio de las exhibiciones aéreas organizando las exhibiciones aéreas de Thurrock y North Weald, además de proporcionar aviones para actuar en exhibiciones aéreas en toda Europa durante la década de 1990. Durante este período, Brendan Walsh formó el innovador 'Red Stars Race Team', que estaba formado por 10 aviones rusos Yak 52 que organizaron espectaculares carreras de pilones en exhibiciones aéreas en el Reino Unido. La Intrepid Aviation Company también suministró aviones, instalaciones de estudio para pilotos y servicios de consultoría a la industria cinematográfica para más de 80 producciones, incluida Band of Brothers de Steven Spielberg. 

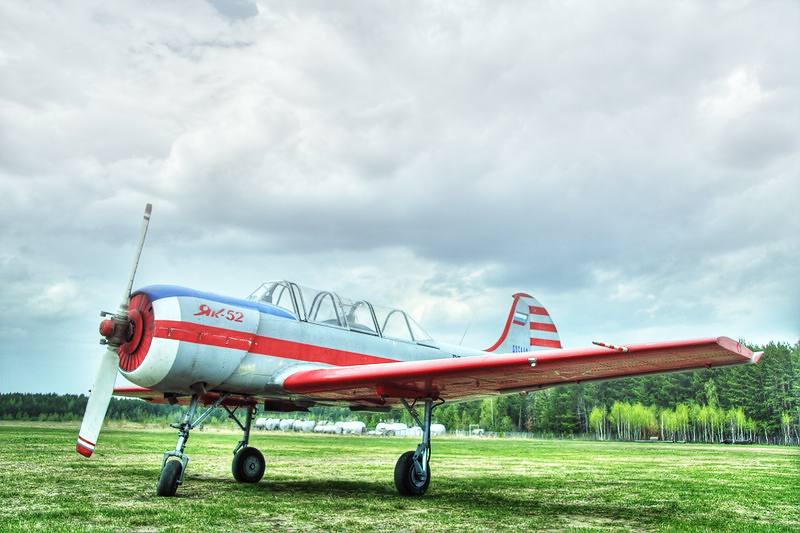
Un YAK 52, tal como los usados en las exhibiciones aéreas.

Gilmour vendió a esta compañía después de que se volvió más comercial y menos como un pasatiempo para el. Contaba que:
Intrepid Aviation era una forma para hacer mi hobby que se pague por sí mismo un poco, pero gradualmente con el paso de algunos años, Intrepid Aviation se convirtió en un negocio donde tenía que ser serio al respecto. De repente descubrí que en lugar de ser un hobby y disfrutarlo, ya era un negocio, así que ya lo vendí.
Ya no tengo Intrepid Aviation. Sólo tengo un bonito y viejo biplano que a veces aparezco y deambulo por los cielos.. 

- David Gilmour (traducido del inglés).